# Julio Jurenito
A Julio Jurenito Ilja Grigorjevics Ehrenburg regénye.

## Történet
Ilja Ehrenburg első regénye, a Julio Jurenito 1922-ben jelent meg Berlinben. Ehrenburg a háromkötetes „Emberek, évek, életemet” és a „Julio Jurenitót” nevezte élete legjobb műveinek. A főszereplő a titokzatos mexikói Julio Jurenito, aki hét tanítványával bejárja Európát, és végül egy ukrán kisvárosban keresi a halált.
Ehrenburg negatív képet akart festeni az I. világháborúban lepusztult Nyugat-Európáról. A regény egy Európát bemutató ironikus-szatirikus körkép. Bár a könyv nagyon tetszett még Leninek is, a de regény 27. fejezete, amelyben Jurenito mester találkozik a nagy inkvizítor Leninnel, az 1923-as első oroszországi megjelenés után ki lett cenzúrázva a szövegből.
A regény egyik fejezetében megjelenik orosz emigráns író, egy kapzsi amerikai pénzember, egy naiv afrikai bálványimádó, egy enervált orosz értelmiségi, egy gondtalan olasz naplopó, egy szorgos francia sznob, és egy őrjítően pedáns német diák. Szó van benne pénzről, szerelemről, vallásról, a művészetekről,... szinte mindenről, ami a gondolkodó embert foglalkoztatja.
A könyv eseménydús szöveg- és recenziótörténetet élt meg, nem utolsósorban az orosz forradalom hullámzóan változó szemléletének köszönhetően.
A közeljövőben Budapesten, Kijevben, Jaffán, Algírban és sok más helyen is sor kerül a zsidó törzs megsemmisítését célzó ünnepélyes szeánszokra. A program a tisztelt közönség által kedvelt hagyományos pogromok mellett a kor szellemében zajló újitásokat is tartalmaz: a zsidók elégetését, elevenen földbe temetését, a szántóföldek zsidóvérrel való permetezését és új technikákat, mint pl. „kiürítés”, „gyanús elemektől való megtisztítás”, stb., stb. A helyszínt és az időpontot külön közöljük. A belépés ingyenes.